# Zenodoxus sidalceae
Zenodoxus sidalceae is een vlinder uit de familie wespvlinders (Sesiidae), onderfamilie Tinthiinae.
Zenodoxus sidalceae is voor het eerst wetenschappelijk beschreven door Engelhardt in 1946. De soort komt voor in het Nearctisch gebied.